# Sulzer
Sulzer AG è un'industria fondata nel 1834 a Winterthur in Svizzera. Oggi è una Public company con filiali internazionali. Le azioni della società sono quotate alla Borsa Svizzera.

## Storia
La Sulzer ha iniziato la sua attività con la fabbricazione di telai per la tessitura. Rudolf Diesel ha lavorato per l'azienda nel 1879, e nel 1893 la Sulzer ha acquistato la licenza per la costruzione di motori Diesel. L'azienda ha costruito il primo motore Diesel nel 1898.
L'azienda è stata inserita nella lista nera dagli alleati durante la seconda guerra mondiale a causa di un aumento degli scambi commerciali con la Germania nazista. Sulzer ha rifiutato di firmare un accordo per limitare la futura vendita di motori Diesel di uso marino per i paesi dell'Asse e per questo venne inserita nella lista nera dagli alleati.
L'azienda ha sviluppato una serie di motori per trazione ferroviaria negli anni trenta e quaranta, che sono stati ampiamente utilizzati nelle locomotive diesel nel Regno Unito, Europa e Sud America e in minor quantità in Sudafrica e Australia.

### New Sulzer Diesel
Nel 1990 in seguito allo spin-off della divisione motori diesel dall'azienda principale è stata costituita in una società separata denominata "New Sulzer Diesel" (NSD) società in cui la Sulzer ha mantenuto solo una partecipazione di minoranza, vendendo la maggioranza delle azioni. Nel 1997 "New Sulzer Diesel" è stata assorbita dalla Wärtsilä, che ha creato Wärtsilä NSD.
Wärtsilä NSD costruisce il motore Diesel Wärtsilä-Sulzer RTA96-C, che è il motore più grande al mondo.
Nel 2011 acquisisce la divisione Cardo Flow Solutions (marchi ABS - SCANPUMPS - NOPON).

## Organizzazione
L'azienda è suddivisa in quattro divisioni principali:
- Sulzer Pumps - 48% dei ricavi e 5.686 dipendenti.
- Sulzer METCO - 22,2% dei ricavi con 2.393 dipendenti.
- Sulzer Chemtech - 21,7% dei ricavi e 2.054 dipendenti.
- Sulzer Turbo Services - 8,1% dei ricavi con 1.179 dipendenti.